# 小頭症

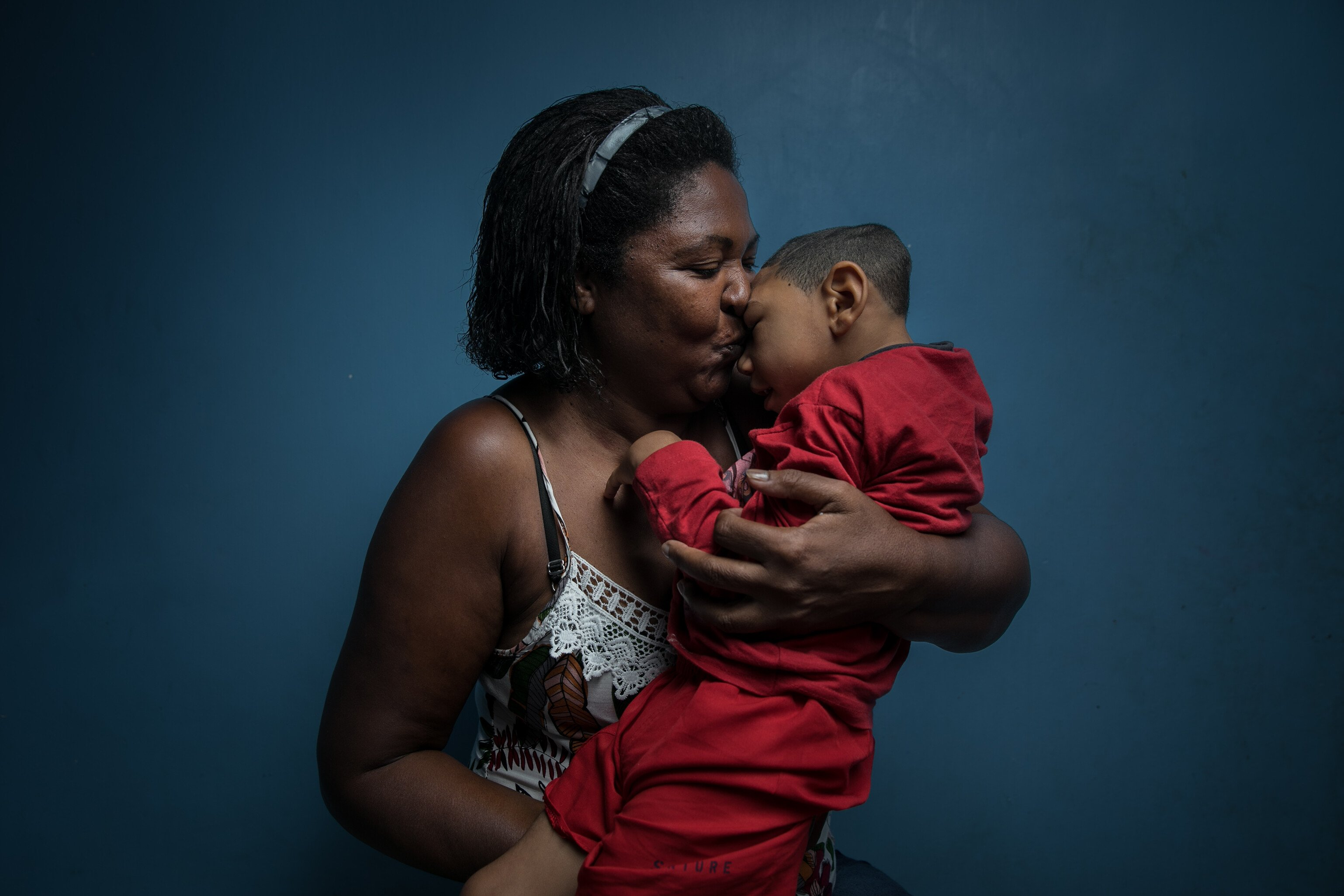
ジカウイルスの母子感染による小頭症の男児を抱く母親

小頭症（しょうとうしょう、英: microcephaly、近世ラテン語: microcephalia、古代ギリシア語: μικρός（小さい）+κεφαλή（頭）に由来）は、正常より小さい頭部を伴う医学的状態である。小頭症は出生時に既に症状がみられる場合と、出生後数年で症状が表出する場合がある。小頭症では脳の発達が影響を受けていることが多く、この疾患の患者は知的障害、運動機能や発話機能の障害、異常な顔貌、てんかんや低身長症を伴うことが多い。
小頭症は妊娠初期に脳を形成する過程が妨げられることによって引き起こされるが、大部分の症例ではその原因は特定されない。小頭症は、染色体異常や単一遺伝子疾患を含む、多くの遺伝性症候群の症状として生じる場合があるが、ほぼ常に他の症状を伴っている。小頭症の症状のみが引き起こされる（原発性小頭症）遺伝的変異も存在するものの、一般的ではない。妊娠中のアルコール摂取や母子感染症など、外因性の毒素への曝露も小頭症の原因となる。小頭症は神経学的異常を示す重要な徴候であるものの、統一的な定義は存在しない。多くの場合、頭囲が同年齢・性別の平均値の標準偏差の2倍よりも小さい（-2.0 SD未満）状態として定義されるが、一部の学者は-3.0 SD未満と定義することを提唱している。
頭部を正常な大きさに戻す治療法は存在しない。一般的に小頭症患者の平均余命は短く、脳機能予後は不良であるものの、一部のケースでは頭囲が小さいことを除いて正常な成長、正常な知能の発達がみられる。アメリカ合衆国では、小頭症は出生児800人から5000人に1人の割合で発生していることが報告されている。

## 症状と徴候

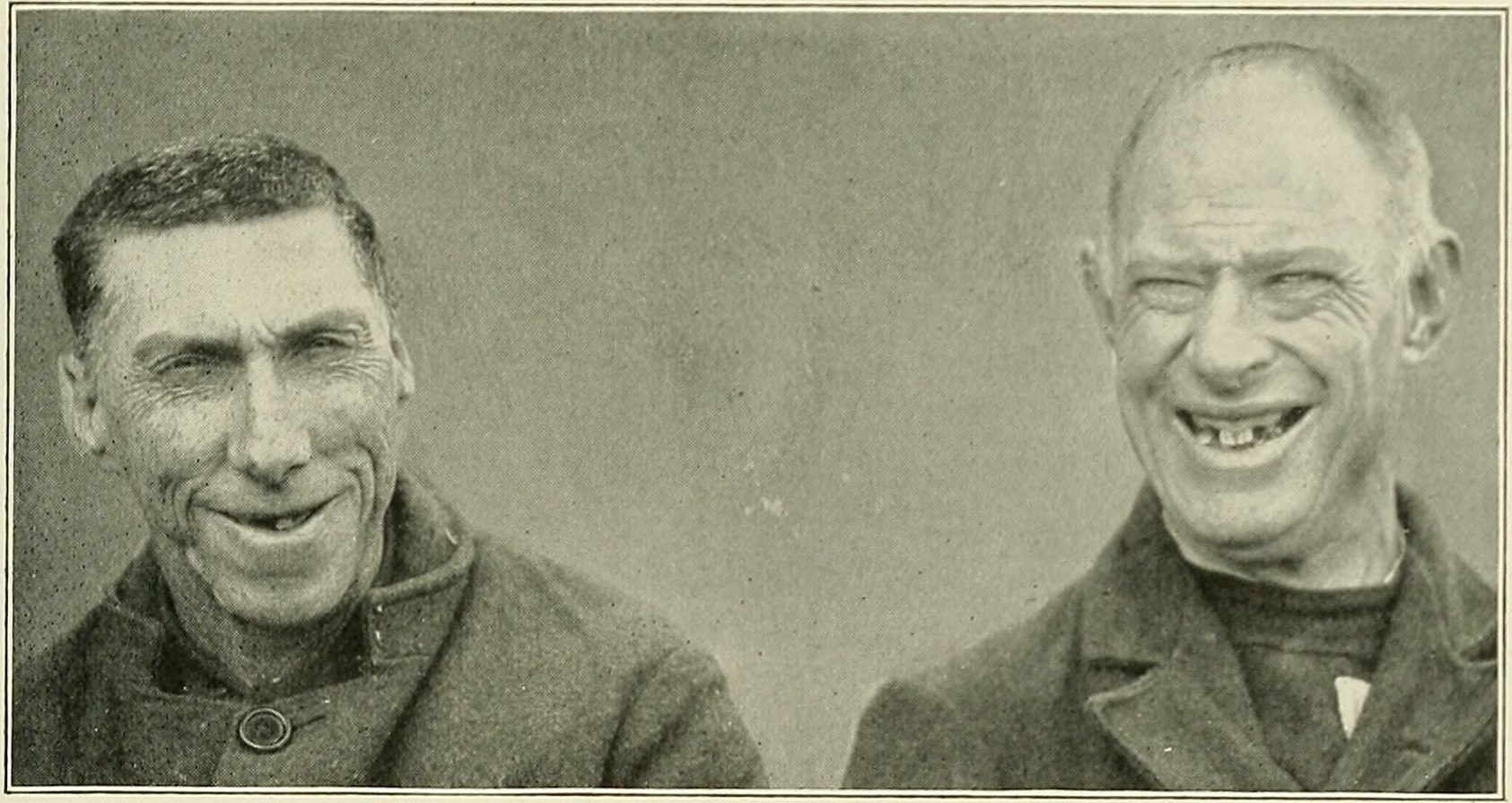
小頭症の男性（左）と正常な大きさの男性（右）

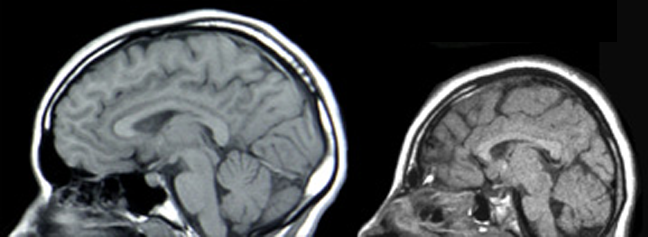
正常な頭部（右）と小頭症患者の頭部（右）のMRIによる比較

小頭症の新生児は、正常な大きさの頭部で生まれる場合と既に頭部が小さい場合の双方の可能性がある。その後、顔面は正常な速度で成長を続ける一方で頭部は成長せず、その結果小さい頭部、後傾した額、たるんでしわが寄った頭皮を有する子供となる。子供が成長するにつれて頭蓋の小ささは顕著になるが、体全体も過小体重や低身長となることが多い。運動機能や発話の発達も遅れる可能性がある。多動症や知的障害は広くみられるが、その程度には差がある。痙攣も起こる可能性がある。運動能力に関しては、巧緻運動障害から痙性四肢麻痺まで程度はさまざまである。

## 原因
小頭症症例の大部分で原因は不明であるが、妊娠中の感染症（ジカウイルス、サイトメガロウイルス、トキソプラズマ）、妊娠中の栄養不良、アルコールや特定の薬剤など有害物質への曝露、脳への血液供給の問題が小頭症の原因となることが知られている。また一部の症例では、遺伝子異常が小頭症の原因となっている。

### 遺伝的要因
染色体1q21.1領域のコピー数多型は頭部のサイズと関連しており、この領域の重複は大頭症や自閉症、欠失は小頭症や統合失調症との関連がみられる。また、マイクロセファリンは脳のサイズに関する役割を担っているタンパク質であり、これをコードするMCPH1遺伝子の変異は原発性小頭症の原因となる。MCPH1以外にも原発性小頭症の原因となる遺伝子として、WDR62（MCPH2）、CDK5RAP2（MCPH3）、KNL1（MCPH4）、ASPM（MCPH5）、CENPJ（MCPH6）、STIL（MCPH7）、CEP135（MCPH8）、CEP152（MCPH9）、ZNF335（MCPH10）、PHC1（MCPH11）、CDK6（MCPH12）がマッピングされている。さらに一部の小頭症原因遺伝子（MCPH1やCDK5RAP2など）では、一般的多型とMRIによって得られる脳の形態学的表現型（主に脳の皮質表面積や総容積）との関連が確立されている。

### アルボウイルス
節足動物による刺咬傷は、節足動物媒介感染症の原因となることが多い。こうした吸血性の媒介者には、カ、ノミ、サシチョウバエ、シラミ、ダニが含まれる。アメリカCDCは、カは他のどの生物よりも多くの人を殺しており、地球上で最も危険な動物であるとしている。
ヤブカを媒介者とするジカウイルスへの妊娠中の感染は、新生児の小頭症やその他の奇形の原因となる。ジカウイルスは妊婦から胎児へ拡散し、その結果として重度の脳奇形やその他の先天性欠陥が引き起こされる場合があるのである。ジカウイルスは、小頭症の形態を示す胎児の脳組織内に検出されている。

### 小滑脳症
小滑脳症とは、滑脳症（脳溝や脳回の欠如によって脳表面が滑らかになった状態）を伴う小頭症を指す。小滑脳症の大部分の症例は近親家系で記載されており、常染色体潜性遺伝が示唆される。

### 歴史的な症例
広島・長崎への原子爆弾の投下後、当時爆心地の近くにいた何人かの妊婦からは小頭症の子が産まれた。当時爆心地から1.2 km以内で爆発を生き残った妊娠11–17週の妊婦が生んだ11人の子供のうち7人に小頭症がみられた。また原爆投下時に子宮内にいた286人の子供を対象とした研究では、小頭症と精神遅滞の発生率が高いことが示された。

### その他
この疾患は脳のサイズと関係しているため、頭蓋内容積も病理に影響を及ぼす。

## 病態生理
一般的に小頭症は、ヒトの脳で最も大きな部分を占める大脳皮質のサイズの低下によるものであり、胚や胎児の発生段階での神経幹細胞の増殖の不十分、機能不全または時期尚早な神経発生、神経幹細胞または神経細胞の死、もしくはこれらの因子が複合的に関与して生じる疾患である。齧歯類などの動物モデルでの研究では、正常な脳の成長には多くの遺伝子が必要であることが示されている。例えば、Notch経路の遺伝子は脳室帯と呼ばれる幹細胞層において幹細胞の増殖と神経発生のバランスを調節しており、多くの遺伝子で実験的変異導入によってヒトの小頭症と類似した表現型が引き起こされる。またASPM遺伝子の変異はヒトでは小頭症と関連しており、フェレットで作製されたノックアウトモデルでも重度の小頭症が観察される。さらに、サイトメガロウイルスやジカウイルスは脳内の放射状グリア細胞に感染して細胞死をもたらし、将来的な娘神経細胞の喪失を引き起こす。
また小頭症は、細胞のDNA損傷応答の欠陥を原因とする、いくつかの異なる遺伝疾患に共通してみられる特徴の1つである。小頭症の症状を示すことのあるDNA損傷応答関連疾患には、ナイミーヘン染色体不安定症候群、セッケル症候群、MCPH1型原発性小頭症、色素性乾皮症A群、ファンコニ貧血、LIG4症候群、ブルーム症候群がある。これらは脳の発生に正常なDNA損傷応答が重要であること、そしておそらくDNA損傷によるアポトーシスの誘導から神経を保護するために重要であることを示唆している。

## 治療

理学療法による治療を受ける小頭症の幼児

小頭症の治癒をもたらす方法は知られておらず、治療は対症療法と支持療法となる。小頭症の一部の症例、そしてそれに関連する症状はアミノ酸の欠乏が原因となっている可能性があり、こうした症例ではアミノ酸を用いた治療によっててんかん発作や運動機能の遅れといった症状が改善されることが示されている。